# Genossenschaftsbank München
Die Genossenschaftsbank eG München ist eine deutsche Genossenschaftsbank mit Sitz im Stadtteil Aubing in der bayerischen Landeshauptstadt München.

## Geschichte
Die heutige Genossenschaftsbank eG München wurde am 23. März 1920 firmierend unter Darlehenskassenverein Aubing und Umgebung als eingetragene Genossenschaft gegründet. 1935 erfolgte die Umfirmierung in Spar- und Darlehenskasse Aubing und Umgebung eGmuH, anschließend in Raiffeisenbank München-Aubing eingetragene Genossenschaft mit beschränkter Haftpflicht und 1971 in Raiffeisenbank München-Aubing eG. Von 1994 bis 1995 firmierte sie als Genossenschaftsbank München eG Raiffeisenbank. Mit Eintragung vom 7. August 1995 hat sie ihre heutige Firmierung erhalten. Sie hat sich bis heute ihre Eigenständigkeit bewahrt.
Sie ist Mitglied der Börse München.
Ein Abriss der Geschichte der Genossenschaftsbank eG München ist auf der Homepage der Bank hinterlegt.

## Rechtsverhältnisse
Die Genossenschaftsbank eG München ist im Genossenschaftsregister beim Amtsgericht München unter GnR 727 eingetragen.

## Organisationsstruktur
Rechtsgrundlagen sind das Genossenschaftsgesetz und die durch die Vertreterversammlung beschlossene Satzung. Organe der Bank sind der Vorstand, der Aufsichtsrat und die Vertreterversammlung.

## Sicherungseinrichtung
Die Genossenschaftsbank eG München ist der amtlich anerkannten Sicherungseinrichtung des Bundesverbandes der Deutschen Volksbanken und Raiffeisenbanken GmbH und der zusätzlichen freiwilligen Sicherungseinrichtung des Bundesverbandes der Deutschen Volksbanken und Raiffeisenbanken e.V. angeschlossen.

## Geschäftsausrichtung
Die Genossenschaftsbank eG München betreibt das Universalbankgeschäft. Im Verbundgeschäft arbeitet sie mit der DZ Bank, R+V Versicherung, Bausparkasse Schwäbisch Hall, Teambank, VR Leasing,  DZ Hyp und der Union Investment zusammen.

## Geschäftsgebiet
Das Geschäftsgebiet liegt im Westen von München.
An diesen Orten betreibt die Bank Filialen:
- Aubing (Hauptstelle, jur. Sitz + 1 SB-Geschäftsstelle)
- Laim (Geschäftsstelle)
- Neuaubing (Geschäftsstelle)
- Obermenzing (Geschäftsstelle)
- Pipping (München) (Geschäftsstelle)
- Pasing (Geschäftsstelle)

Ebenfalls in München mit sich angrenzendem Geschäftsgebiet sind die Raiffeisenbank München-Süd eG und die Münchner Bank eG ansässig.